# トゥンジャイ・シャンル
トゥンジャイ・ヴォルカン・シャンル（Tuncay Volkan Şanlı, トルコ語発音: [t̪unˈd͡ʒäj ˈʃänɫɯ], 1982年1月16日 - ）は、トルコ・サカリヤ県サカリヤ出身の元同国代表サッカー選手、現サッカー指導者。現役時代のポジションはFW、MF。

## クラブ経歴

### フェネルバフチェ
TFF1.リグ (トルコ2部) で地元のサカリヤスポルからキャリアを開始した後、フォワードや右ウイングとしてのパフォーマンスがスュペル・リグ (トルコ1部) の強豪フェネルバフチェSKの目に留まる。5年契約を締結したフェネルバフチェでは、2002年9月11日のガズィアンテプスポルとのリーグ戦で初出場を飾って以降、フォワードや左ウイングを務めて3度のリーグ優勝に貢献。その活躍やプレーぶりから「CesurYürek (勇敢な心) 」, 「Fenerbahçe'ninYüreği (フェネルバフチェの心臓) 」, フェネルバフチェの王と称され、退団が決定した際には、監督のジーコから「精神的支柱の選手の退団はクラブにとって大きな損失」と嘆かれるまでに確固たる地位を築いた。UEFAチャンピオンズリーグの方では26試合12得点を記録しており、2004年12月8日のUEFAチャンピオンズリーグ 2004-05でのマンチェスター・ユナイテッドFC戦でハットトリックを達成すると共に同大会において初めてハットトリックを記録したトルコ人となった。なお、UEFAカップ 2002-03のパナシナイコスFCとの第2戦が欧州カップ戦の初出場試合だった。

### ミドルズブラ

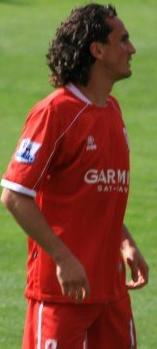
2009年、ミドルズブラFC時代のトゥンジャイ

2007年6月13日、退団するマーク・ヴィドゥカの後釜としてプレミアリーグ (イングランド1部) のミドルズブラFCと合意に達し、医療検査を受けるために18日にクラブへ訪れて4年契約を締結すると、22日に医療検査を通過し、7月4日に労働許可証が認可されて自由契約選手から正式にメンバーとなった。入団から数日後のEvening Gazette紙のインタビューにおいて欧州カップ戦出場を目標に掲げたトゥンジャイは、オーストリアで行われたブンデスリーガ (ドイツ1部) のシャルケ04との練習試合で初出場を飾って以来、情熱的なプレーからフェネルバフチェ時代と同様にミドルズブラでもファンの心を掴むのみならず、Sky Sportsにおいてマット・ル・ティシエから「もしボロ (ミドルズブラの愛称) にトゥンジャイが11人在籍していたら、チームは順位で上半分にいただろう」と能力を認められた。その献身は、2008-09シーズンに年間最優秀選手賞、ガーミン年間最優秀選手賞、ミドルズブラ・オフィシャルサポーターズクラブ賞、テラス・レジェンド賞といったクラブの主要4つ全てで受賞したことで報われており、年間最優秀選手賞に至っては実に投票の75%を獲得する程に支持されていた。しかし、その一方でチームとしては、クラブ史上最低記録となる敵地においてのリーグ戦12試合連敗を記録する等、シーズンを通して低調が続き、最終的にフットボールリーグ・チャンピオンシップ (2部) へと降格していた。
シーズン終了後にプレミアリーグでのプレーを望んでいたものの、翌2009-10シーズンもミドルズブラの選手として開幕を迎え、チャンピオンシップ3試合全てに途中出場しており、第1節のスウォンジー・シティAFC戦で挙げると、第3節のドンカスター・ローヴァーズFC戦においては途中出場から60秒位内に得点を挙げている。その後、ブンデスリーガ (ドイツ1部) のVfLヴォルフスブルクとVfBシュトゥットガルト、プリメーラ・ディビシオン (スペイン1部) のビジャレアルCFから誘われたが、英国国内でのプレーを希望したため、最終的に2009年夏の移籍市場でプレミアリーグのストーク・シティFCと契約した。

#### 2007-08シーズン
ミドルズブラ加入当初はリーグになかなか馴染めず、12試合で無得点だったが、2007年12月1日のレディングFC戦 (1-1) においてルーク・ヤングのクロスから頭で初得点を挙げると、次のアーセナルFC戦、更にその次のダービー・カウンティFC戦でも得点を挙げて3試合3得点とした。なお、ダービー・カウンティ戦でのスチュワート・ダウニングのクロスからのボレーシュートは、BBCスポーツによる月間最優秀得点賞に輝き、年間最優秀得点賞の方で候補入りしている。その後、12月29日のポーツマスFC戦で、54年ぶりとなるトップリーグの試合における敵地フラットン・パークでの勝利に導くシーズン4得点目を挙げ、アンフィールドでのリヴァプールFC戦 (2-3) で先制点、31節目のダービー・カウンティ戦 (1-0) で決勝点を挙げており、終盤戦のサンダーランドAFCとポーツマス相手にそれぞれ1得点を挙げて、最終的にダウニングに次ぐチーム2位となるリーグ戦8得点を記録した。

#### 2008-09シーズン
2008-09シーズンは、3節目のストーク・シティ戦でシーズン初得点を挙げる好調な滑り出しを切ったが、2008年9月初旬の代表戦において膝を負傷したことで5週間の離脱となった。10月10日のブラックバーン・ローヴァーズ戦で復帰すると、オフサイドの誤審判定によって認められこそしなかったが、オーバーヘッドキックを放つプレーを見せ、11月9日の敵地でのアストン・ヴィラFC戦 (2-1) において、初となるプレミアリーグでの複数得点を挙げる等、負傷の影響を感じさせない活躍を見せていたことで、チェルシーFCを率いるルイス・フェリペ・スコラーリ監督が2009年1月の移籍市場において移籍金800万ポンドで狙ってるとの噂が報じられるまでになっていた。これに対してミドルズブラを率いるガレス・サウスゲート監督は、チェルシーが少額で獲得に動いているとの噂を一笑に付し、自チームの最高の選手維持を基本路線としつつ、売却の場合は高額でなければ応じないとした。
その後、後半戦でも得点を重ね、特にFAカップのウェストハム・ユナイテッドFC戦とリーグでのリヴァプール戦の2試合連続得点は非常に重要なものとなっており、前者ではチームの4季連続となる準々決勝進出に貢献し、後者ではリヴァプールの15試合無敗に加え、自チームの14試合連続未勝利を途絶えさせた。サウスゲート監督が必勝を期した4月のハル・シティAFC戦においては、試合開始3分で得点を挙げ、同試合の最優秀選手に選出される活躍を見せて勝利に導いた。シーズンも佳境となった5月には、クラブの最優秀選手に選出されると共に更なる奮闘を見せており、最終節の1つ前の16日のアストン・ヴィラ戦において、再びBBCによる最優秀得点賞に選出されるオーバーヘッドキックを決めて引き分けに持ち込んだ。そして、最終節のウェストハム戦においては、前節でダウニングが負傷離脱したことでミドルズブラに加入してから初めて主将を務めることになり、また、中盤を任されたトゥンジャイは、ガリー・オニールの同点を支援する重要な役目を果たしたが、1-2で敗北してチャンピオンシップへと降格した。最終的に同シーズンはチーム最多にして、総得点28得点の4分の1に当たる7得点を挙げたが、後半戦で降格圏に留まっていたチームを引き上げるまでに至らなかった。

### ストーク
2009年8月28日に移籍金500万ポンド+インセンティブ100万ポンドで同僚のロベルト・フートと共にプレミアリーグのストーク・シティFCへ移籍し、翌日のブリタニア・スタジアムでのサンダーランド戦でリカルド・フラーとの交代で84分から初出場を飾った。初先発を務めたリーグカップ3回戦のブラックプールFC戦では、ペナルティーキックを獲得し、更に味方の得点を引き出すプレーを見せたものの、出番の多くが途中出場となっており、定位置を確保出来ないどころか、11月8日のハル・シティ戦においては、途中出場から6分後に交代させられる苦境にあった。そのため、現状況に不満があると報じられていたが、噂に対して否定して残留を主張したトゥンジャイは、8試合に途中出場後の12月5日のアーセナルFC戦においてリーグ戦での初先発を飾り、以降、最終的に13試合で先発を務め、得点数としては12月12日のウィガン・アスレティックFC戦での初得点を含む4得点を記録した。
翌2010-11シーズンは、プレシーズンの親善試合において5試合5得点を挙げる好調さで開幕を迎えたものの、昨季前半戦のように途中出場が主体となっており、また、出場数自体が僅かだったため、2011年1月の移籍市場で定期的な出場機会が望めるチームへの移籍を検討すると発言をしていた。その状況下にありながらも、リーグカップのシュルーズベリー・タウンFC戦でシーズン初得点、10月24日のマンチェスター・ユナイテッド戦でも得点を挙げると、11月27日のマンチェスター・シティFC戦では、92分に「プレミアリーグ史上最高のバックヒールの1つ」とデイリー・メール紙に評される程のパスでマシュー・エザリントンの得点を支援する等でアピールをしたが、2011年1月22日のフラムFC戦がミドルズブラでの最後の試合となっており、同月の移籍市場最終日において退団した。

### ヴォルフスブルク
2011年1月31日に移籍金450万ポンドでブンデスリーガ (ドイツ1部) のVfLヴォルフスブルクと4年半契約で合意し、退団したエディン・ジェコの後釜として期待された。しかし、自身の獲得を望んでいたスティーブ・マクラーレン監督が加入から1週間後に解雇された影響もあり、出場機会に恵まれず、契約が2014年6月まで残っていたものの、2012年7月25日に放出された。
ボルトンへの期限付き移籍
2011年8月11日にプレミアリーグのボルトン・ワンダラーズFCと2011-12シーズン終了までの期限付き移籍（300万ポンドでの完全移籍オプション付き）に合意する。23日に正式にチームの一員になると、翌日のリーグカップでのマクルズフィールド・タウンFC戦で公式戦初出場および初得点を挙げ、27日のリヴァプール戦でクリス・イーグルスと交代で後半からリーグ戦初出場を飾った。

### 晩年
ブルサスポル
2012年9月3日にスュペル・リグのブルサスポルと3年契約を締結する。加入初年度の2012-13シーズンは、クリストフ・ダウム監督の下でサイドを主戦場として27試合1得点を記録したが、翌2013-14シーズンは控えにまわることが増加し、2014年2月5日に双方合意によって契約解消となった。
ウム・サラル
2014年7月31日にカタール・スターズリーグ (カタール1部) のウム・サラルSCと1年契約で合意する。
プネー・シティ
2015シーズンよりISLのFCプネー・シティに加入。デビュー戦で2得点を挙げ3-1での勝利に貢献した。

### 指導者
2016年10月28日、古巣のクラブであるサカリヤスポルの指揮官として招聘された。

## 代表経歴
トルコ代表としては、2000年5月22日のU-17ベラルーシ戦で初めて代表カテゴリーでプレーし、2000年11月20日のイタリア戦においてA代表初出場を飾る。以来、主将エムレ・ベロゾールを補佐する副主将を一時期務めるまでに地位を確立し、80試合22得点を記録した。その内、2006 FIFAワールドカップ・ヨーロッパ予選のスイス戦 (4-2) 、2008年11月の親善試合でのオーストリア戦でハットトリックを達成している。なお、前者ではプレーオフ第2戦という重要な局面だったものの、4-4のアウェーゴールによって2006 FIFAワールドカップ出場を逃した。

### コンフェデレーションズカップ2003
2002 FIFAワールドカップ準優勝のドイツ代表が辞退したことにより、3位のトルコが代役としてFIFAコンフェデレーションズカップ2003に参加し、その登録メンバーに自身も選出される。アメリカとの開幕戦では、相手チームに先制されてから3分後にダニー・カリフ (en) とフランキー・ヘイダックに倒されてペナルティーキックを獲得して同点にすると、ヴォルカン・アルスラン (en) のクロスを受けた後に相手GKティム・ハワードを躱して逆転弾を挙げる活躍を見せた。最終的に同大会において3得点を記録し、得点王の次点と最優秀選手の次点に与えられるシルバーシューズとシルバーボールを獲得してチームの3位入りに貢献した活躍、才能は注目を集め、イギリスのデイリー・テレグラフ紙からは宝石が発掘されたと称賛された。なお、コロンビア戦の試合開始から105秒での得点は、ガブリエル・バティストゥータの150秒を抜き、FIFAコンフェデレーションズカップ史上最速得点記録となっている。

### EURO 2008
UEFA EURO 2008予選において11試合3得点を記録し、ボスニア・ヘルツェゴビナとの最終戦では代表出場50試合目を達成。同試合を1-0で勝利を収めたことでUEFA EURO 2008出場が決定したチームは、本大会においてComeback Kingsと呼ばれる程に注目を集めて躍進しており、その中で自身も主軸として貢献し、チェコとのグループリーグ最終戦においては、ヤン・コラーに対する行為で味方GKヴォルカン・デミレルがレッドカードによる退場処分となると、試合終了までの僅かな時間ながらも代役を務めた。その後、チームは最終的に準決勝まで進出しているが、自身は準々決勝のクロアチア戦においてイエローカードを提示されたことで累積警告の出場停止によってドイツ戦は欠場となり、4試合2アシストの記録に終わった。

### 2010 ワールドカップ予選
2008年9月6日の2010 FIFAワールドカップ・ヨーロッパ予選において、歴史的・政治的に問題を抱えるアルメニアとの試合に出場する。この試合を切っ掛けに外交関係を持たない両国の対話を促したことで両連盟はFIFAフェアプレー賞に選出され、2009年1月にトゥンジャイはトルコ代表の主将として賞を受け取った。最終的にチームは同予選を突破出来なかったが、自身は7試合3得点2アシストの活躍を見せた。

## 個人成績

### クラブでの成績
2014年10月31日現在
| 所属クラブ       | シーズン         | リーグ             | リーグ | リーグ | カップ | カップ | リーグカップ | リーグカップ | 国際大会 | 国際大会 | 合計 | 合計 |
| 所属クラブ       | シーズン         | 所属リーグ         | 出場   | 得点   | 出場   | 得点   | 出場         | 得点         | 出場     | 得点     | 出場 | 得点 |
| ---------------- | ---------------- | ------------------ | ------ | ------ | ------ | ------ | ------------ | ------------ | -------- | -------- | ---- | ---- |
| サカリヤスポル   | 2000-01          | TFF1.リグ          | 31     | 16     | 0      | 0      | -            | -            | -        | -        | 31   | 16   |
| サカリヤスポル   | 2001-02          | TFF1.リグ          | 35     | 16     | 2      | 1      | -            | -            | -        | -        | 37   | 17   |
| サカリヤスポル   | 合計             | 合計               | 66     | 32     | 2      | 1      | -            | -            | -        | -        | 68   | 33   |
| フェネルバフチェ | 2002-03          | スュペル・リグ     | 29     | 9      | 1      | 0      | -            | -            | 1        | 1        | 31   | 10   |
| フェネルバフチェ | 2003-04          | スュペル・リグ     | 31     | 19     | 4      | 3      | -            | -            | 0        | 0        | 35   | 22   |
| フェネルバフチェ | 2004-05          | スュペル・リグ     | 31     | 7      | 5      | 1      | -            | -            | 8        | 5        | 44   | 13   |
| フェネルバフチェ | 2005-06          | スュペル・リグ     | 30     | 15     | 8      | 1      | -            | -            | 5        | 0        | 43   | 16   |
| フェネルバフチェ | 2006-07          | スュペル・リグ     | 33     | 9      | 6      | 1      | -            | -            | 12       | 6        | 51   | 16   |
| フェネルバフチェ | 合計             | 合計               | 154    | 59     | 24     | 6      | -            | -            | 26       | 12       | 204  | 77   |
| ミドルズブラ     | 2007-08          | プレミアリーグ     | 34     | 8      | 3      | 0      | 1            | 0            | -        | -        | 38   | 8    |
| ミドルズブラ     | 2008-09          | プレミアリーグ     | 33     | 7      | 4      | 1      | 0            | 0            | -        | -        | 37   | 8    |
| ミドルズブラ     | 2009-10          | チャンピオンシップ | 3      | 2      | 0      | 0      | 0            | 0            | -        | -        | 3    | 2    |
| ミドルズブラ     | 合計             | 合計               | 70     | 17     | 7      | 1      | 1            | 0            | -        | -        | 78   | 18   |
| ストーク         | 2009-10          | プレミアリーグ     | 30     | 4      | 5      | 1      | 2            | 0            | -        | -        | 37   | 5    |
| ストーク         | 2010-11          | プレミアリーグ     | 14     | 1      | 1      | 1      | 3            | 1            | -        | -        | 18   | 3    |
| ストーク         | 合計             | 合計               | 44     | 5      | 6      | 2      | 5            | 1            | -        | -        | 55   | 8    |
| ヴォルフスブルク | 2010-11          | ブンデスリーガ     | 4      | 0      | -      | -      | -            | -            | -        | -        | 4    | 0    |
| ヴォルフスブルク | 2011-12          | ブンデスリーガ     | 0      | 0      | 1      | 0      | -            | -            | -        | -        | 1    | 0    |
| ヴォルフスブルク | 合計             | 合計               | 4      | 0      | 1      | 0      | -            | -            | -        | -        | 5    | 0    |
| ボルトン (loan)  | 2011-12          | プレミアリーグ     | 16     | 0      | 4      | 0      | 2            | 1            | -        | -        | 21   | 1    |
| ボルトン (loan)  | 合計             | 合計               | 16     | 0      | 4      | 0      | 2            | 1            | -        | -        | 21   | 1    |
| ブルサスポル     | 2012-13          | スュペル・リグ     | 27     | 1      | 4      | 0      | -            | -            | -        | -        | 31   | 1    |
| ブルサスポル     | 2013-14          | スュペル・リグ     | 12     | 0      | 2      | 0      | -            | -            | 2        | 0        | 16   | 0    |
| ブルサスポル     | 合計             | 合計               | 39     | 1      | 6      | 0      | -            | -            | 2        | 0        | 47   | 1    |
| ウム・サラル     | 2014-15          | スターズリーグ     | 10     | 2      | 0      | 0      | -            | -            | -        | -        | 10   | 2    |
| ウム・サラル     | 合計             | 合計               | 10     | 2      | 0      | 0      | -            | -            | -        | -        | 10   | 2    |
| キャリア通算成績 | キャリア通算成績 | キャリア通算成績   | 393    | 114    | 50     | 10     | 8            | 2            | 28       | 12       | 479  | 138  |

### 代表での成績
出典:
| トルコ代表 | トルコ代表 | トルコ代表 |
| 年         | 出場       | 得点       |
| ---------- | ---------- | ---------- |
| 2002       | 1          | 0          |
| 2003       | 10         | 3          |
| 2004       | 12         | 0          |
| 2005       | 5          | 6          |
| 2006       | 9          | 3          |
| 2007       | 12         | 1          |
| 2008       | 12         | 6          |
| 2009       | 10         | 3          |
| 2010       | 8          | 0          |
| Total      | 80         | 22         |

#### 代表での得点
| 1.               | 2003年6月19日  | サン＝テティエンヌ | アメリカ合衆国 | 2-1 | 2-1 | FIFAコンフェデレーションズカップ2003 |
| 2.               | 2003年6月26日  | パリ               | フランス       | 3-2 | 3-2 | FIFAコンフェデレーションズカップ2003 |
| 3.               | 2003年6月28日  | サン＝テティエンヌ | コロンビア     | 0-1 | 1-2 | FIFAコンフェデレーションズカップ2003 |
| 4.               | 2005年3月20日  | トビリシ           | ジョージア     | 2-5 | 2-5 | 2006 FIFAワールドカップ予選          |
| 5.               | 2005年6月8日   | アルマトイ         | カザフスタン   | 0-4 | 0-6 | 2006 FIFAワールドカップ予選          |
| 6.               | 2005年6月8日   | アルマトイ         | カザフスタン   | 0-5 | 0-6 | 2006 FIFAワールドカップ予選          |
| 7.               | 2005年11月16日 | イスタンブール     | スイス         | 1-1 | 4-2 | 2006 FIFAワールドカップ予選          |
| 8.               | 2005年11月16日 | イスタンブール     | スイス         | 2-1 | 4-2 | 2006 FIFAワールドカップ予選          |
| 9.               | 2005年11月16日 | イスタンブール     | スイス         | 4-2 | 4-2 | 2006 FIFAワールドカップ予選          |
| 10.              | 2006年5月24日  | ヘンク             | ベルギー       | 2-3 | 3-3 | 親善試合                             |
| 11.              | 2006年10月7日  | ブダペスト         | ハンガリー     | 0-1 | 0-1 | UEFA EURO 2008予選                   |
| 12.              | 2006年10月11日 | フランクフルト     | モルドバ       | 5-0 | 5-0 | UEFA EURO 2008予選                   |
| 13.              | 2007年3月24日  | ピレウス           | ギリシャ       | 1-1 | 1-4 | UEFA EURO 2008予選                   |
| 14.              | 2008年3月26日  | ミンスク           | ベラルーシ     | 1-1 | 2-2 | 親善試合                             |
| 15.              | 2008年5月29日  | デュースブルク     | フィンランド   | 1-0 | 2-0 | 親善試合                             |
| 16.              | 2008年9月6日   | エレバン           | アルメニア     | 0-1 | 0-2 | 2010 FIFAワールドカップ予選          |
| 17.              | 2008年11月19日 | ウィーン           | オーストリア   | 1-2 | 2-4 | 親善試合                             |
| 18.              | 2008年11月19日 | ウィーン           | オーストリア   | 1-3 | 2-4 | 親善試合                             |
| 19.              | 2008年11月19日 | ウィーン           | オーストリア   | 2-4 | 2-4 | 親善試合                             |
| 20.              | 2009年8月12日  | キエフ             | ウクライナ     | 0-1 | 0-3 | 親善試合                             |
| 21.              | 2009年9月5日   | カイセリ           | エストニア     | 1-1 | 4-2 | 2010 FIFAワールドカップ予選          |
| 22.              | 2009年9月5日   | カイセリ           | エストニア     | 4-2 | 4-2 | 2010 FIFAワールドカップ予選          |
| 2009年9月5日時点 |                |                    |                |     |     |                                      |

## 獲得タイトル

### クラブ
フェネルバフチェ
- スュペル・リグ : 2003-04, 2004-05, 2006-07

### 代表
トルコ
- FIFAフェアプレー賞 : 2008

### 個人
- FIFAコンフェデレーションズカップシルバーボール : 2003
- FIFAコンフェデレーションズカップシルバーシューズ : 2003
- イングランド月間最優秀得点賞 : 2007年2月度, 2009年5月度